# M3三腳架

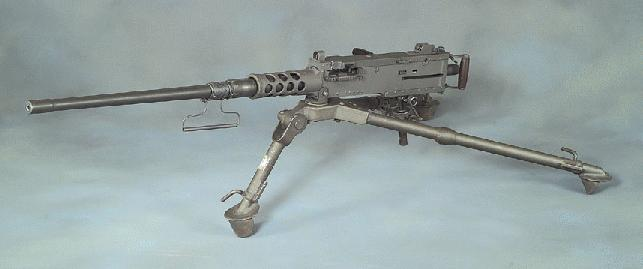
裝上M3三腳架的白朗寧M2HB重機槍。

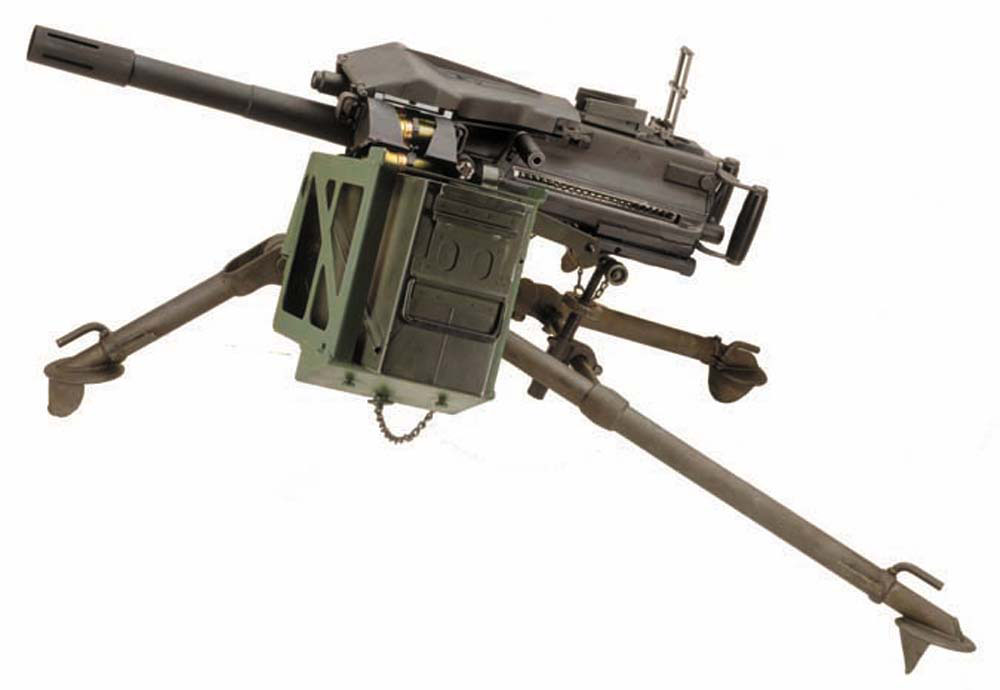
裝上M3三腳架的Mk 19自動榴彈發射器。

M3三腳架（英語：M3 Tripod）是美國軍方為重機槍而設計的三腳式槍架，是M2三腳架的12.7×99毫米北約口徑（.50 BMG）白朗寧M2重機槍及40×53毫米Mk 19自動榴彈發射器採用的放大型版本。

## 設計
M3三腳架的總重量（當中包括連接機槍的接口和上下調整裝置）是19.96千克（44磅）。其三條支架都是可伸縮式設計。在每一根支架的末端都有金屬的楔形切口，以便使其更加穩固的插入地面。向著後方（即射手）方向的兩條支架亦有橫梁連接，是為了可以交叉的方式裝上附加的橫誇式上下調整機構（英文：traversing and elevating，簡稱：T&E）亦且支撐機槍背後的位置。
當把三腳架放在一個平面上，所形成的角度和前支架表面等於30°，裝在三腳架上的機槍和地面之間的距離是304毫米（11.97英寸）。如果需要調高到更高的話，兩者的距離極有可能再延長。

## 取代
M3三腳架將會被全新的M205三腳架（英語：M205 tripod）所取代。M205三腳架的重量比起M3三腳架減輕了18磅（36％），大約為11.79公斤（26磅），它比起M3三腳架更為堅固和更為平穩（散佈的範圍更小）。

## 資料來源
1. ↑  .   [2010-07-08]. （原始内容存档于2012-05-06）.